# Спасо-Юнгинский монастырь
Спасо-Юнгинский мужской монастырь (Спасский Мало-Юнгинский монастырь) — разрушенный монастырь, находившийся на слиянии Волги и Малой Юнги, около Козьмодемьянска.

## История
Был основан в 1625 году в Козьмодемьянском уезде Марийского края в 1,5 верстах от устья реки Малая Юнга, в 5 верстах от Козьмодемьянска по указу государя Михаила Фёдоровича Романова для поддержки проповеди среди черемисов. До этого на данном месте с 80-х годов XVI века была пустынь.
Около 1720 года от монастыря отделилась Ильинская пустынь.
Закрыт в 1764 году по указу императрицы Екатерины II.